# Легион французских добровольцев против большевизма
Легион французских добровольцев против большевизма (фр. Légion des Volontaires Français contre le Bolchévisme, или сокращённо фр. Légion des Volontaires Français (LVF) (ЛФД); иногда Легион французских волонтёров против большевизма, сокр. ЛФВ) — пехотный полк, сформированный во Франции и принявший участие в боевых действиях на Восточном фронте Второй мировой войны на стороне нацистской Германии.
Официальное наименование в Вооружённых силах Германского рейха — 638-й пехотный полк (нем. Infanterie Regiment 638).

## Создание

Французские добровольцы LVF перед отправлением на парижском вокзале Гар де л’Эст, сентябрь 1941

Организаторами являлись Марсель Бюкар («Франсистская партия»), Жак Дорио («Французская народная партия»), Эжен Делонкль («Социальное революционное движение»), Пьер Клементи («Французская партия национального единства») и Пьер Костантини («Французская лига»). С началом войны против СССР эти политические лидеры с помощью немецкого посла в Париже Отто Абеца добились санкции на создание подобного формирования для участия в военных действиях против РККА на Восточном фронте.
Первый пункт рекрутирования был открыт 8 июля 1941 года. В качестве даты образования легиона отмечался день, когда первые волонтёры прибыли в казармы Борни-Деборд (Версаль) — 27 августа. В сентябре новобранцев отправили в тренировочный лагерь в Дембице (оккупированная Польша).
До лета 1942 года в легион вступило около 3 000 человек. Как и впоследствии созданная французская дивизия СС, легион сражался под знаменем Германии и Франции. Официальное наименование в вермахте — 638-й пехотный полк (нем. Infanterie Regiment 638).

## Боевые действия

Марки ЛФД, посвящённые 130-летию битвы Наполеона под Бородино. Выпуск 20 апреля 1942 года. Художник — Пьер Гандон.

В начале ноября 1941 года 1-й и 2-й батальоны 638-го пехотного полка прибыли в Смоленск. Численность прибывших составляла около 2 352 солдат. Практически весь ноябрь 1941 года полк вынужден был совершать тяжёлый марш-бросок к линии фронта, из-за чего понёс первые потери в живой силе, снаряжении и лошадях. Батальоны полка были сильно растянуты, из-за чего непосредственной линии фронта достиг только I батальон, а II остался в качестве запасного. В начале декабря французы из I батальона воевали против РККА, но понесли большие потери от советской артиллерии и пострадали от обморожений. В результате полк был решено отвести назад в Польшу и переформировать.
С историей 638-го пехотного полка связан и один примечательный миф: якобы на Бородинском поле к легионерам обратился генерал-фельдмаршал Гюнтер фон Клюге, после чего французы вступили в бой с РККА на Бородино и были полностью разбиты. Миф появился в середине 1950-х годов и имеет свои корни в книге «The Fatal Decisions», в которой генерал Гюнтер Блюментритт исказил историю французского полка. Книга была переведена на русский язык, и впоследствии ошибка была многократно повторена советскими военачальниками и историками. Этот эпизод даже нашёл своё отражение в фильме Юрия Озерова «Битва за Москву».
В реальности французы не могли сражаться на Бородино хотя бы потому, что эта битва в 1941 году пришлась на середину октября, тогда как легионеры прибыли в СССР лишь в начале ноября. Клюге действительно обращался с речью к легионерам, но это произошло не под Бородино, и это был конец ноября. Французские легионеры не были разгромлены за один день, как утверждал Блюментритт.

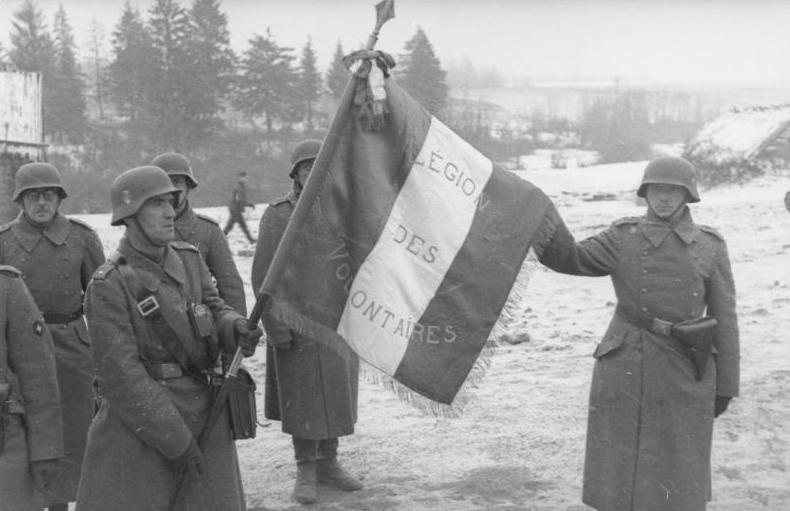
Добровольцы со знаменем легиона. СССР, ноябрь 1941

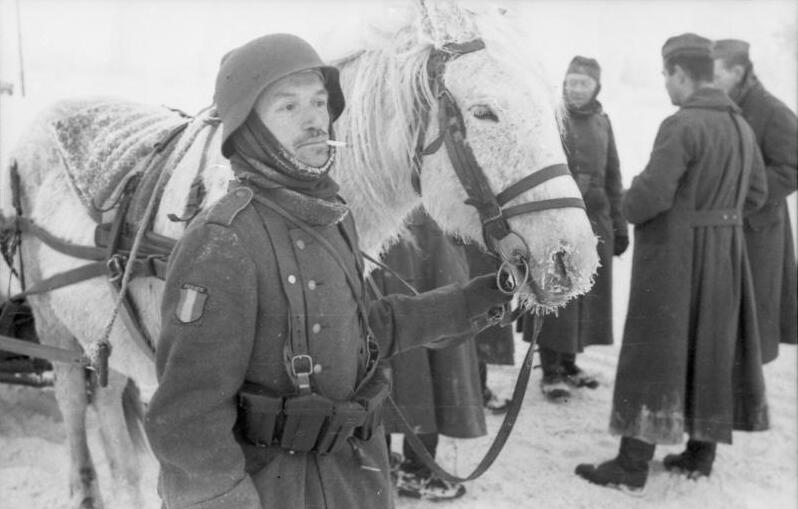
Солдат Французского легиона, СССР, ноябрь 1941

Тем не менее в фонде Прусского культурного наследия сохранилась ноябрьская фотография Гюнтера фон Клюге, стоящего возле памятника 23-й пехотной дивизии на Бородинском поле, что подтверждает, что генерал-фельдмаршал посещал Бородинское поле в конце ноября 1941 года.
638-й пехотный полк был единственной иностранной частью в составе вермахта, которая наступала на Москву в 1941 году. В легионе, помимо собственно французов (в основном выходцев из Эльзаса и Лотарингии), служило несколько десятков белоэмигрантов, подданных бывшей Российской империи (русские, украинцы, грузины). Помимо них, в полку также были арабы из французских колоний, некоторое количество негров и бретонцев. Большую часть российских эмигрантов и чернокожих демобилизовали во время переформирования легиона в марте 1942 года.
Зимой — весной 1942 года легион был реорганизован: I и II батальоны, понёсшие тяжёлые потери под Москвой, были сведены в один, ставший «новым» I батальоном; также существовал III батальон, созданный в декабре 1941 года. После дополнительных тренировок оба батальона были отправлены в Белоруссию для борьбы с партизанами и использовались по отдельности при разных охранных дивизиях вермахта, 221-й и 286-й. Впоследствии оба батальона подчинили 286-й охранной дивизии, а к существующим двум батальонам был добавлен 2-й батальон.
В конце 1943 — начале 1944 года части легиона были размещены по нескольким районам Могилёвской области в Белоруссии и участвовали в борьбе против партизан. Карательные акции с их участием ничем не отличались по зверствам и жестокости от немецких. В ответ в июне 1944 года партизанское соединение под командованием Героя Советского Союза С. В. Гришина уничтожило французский гарнизон в деревне Круча Круглянского района Могилёвской области, при этом было убито 170 французских легионеров.
10 августа 1944 года легион был передан в формирующуюся 7-ю гренадерскую бригаду войск СС «Шарлемань». 20 ноября 1944 года Легион французских добровольцев официально прекратил своё существование.

## После войны
Французское правительство вынесло ряд смертных приговоров и тюремных сроков участникам Легиона: в мае 1947 года Верховным судом в Париже первый командир полка полковник Лабонн был приговорён к пожизненному заключению, а член центрального комитета легиона Шарль Леска — к смертной казни (несмотря на запросы из Франции, он так и не был выдан правительством Аргентины и скончался там в 1948 году).